# Alfred Molina
Alfred Molina (ur. 24 maja 1953 w Londynie) – brytyjski aktor włosko-hiszpańskiego pochodzenia.

## Życiorys
Urodził się w Paddington, dzielnicy w środkowym Londynie jako Alfredo Molina. Jego ojciec, Esteban Molina, był hiszpańskim imigrantem z Madrytu, który przybył do Anglii w 1939, i pracował jako kelner i szofer. Jego matka, Giovanna (z domu Bonelli), była włoską imigrantką, która wyemigrowała do Wielkiej Brytanii po II wojnie światowej, sprzątała pokoje w hotelu i pracowała jako kucharka. Molina dorastał w dzielnicy klasy robotniczej w Notting Hill, w której mieszkało wiele innych rodzin imigrantów. Postanowił zostać aktorem po tym, jak w wieku dziewięciu lat zobaczył Spartakusa. Uczęszczał do Guildhall School of Music and Drama w Londynie.
Występował w National Youth Theatre i Royal Shakespeare Company. Mając 21 lat, za namową swojego pierwszego agenta zmienił imię na Alfred. Po raz pierwszy trafił na mały ekran w roli „Butchera”, którego prawdziwe imię to Nigel, młodego zapaśnika i piłkarza w sitcomie ITV Nieudacznicy (The Losers, 1978) z Joe Gladwinem. Zadebiutował na kinowym ekranie w roli przewodnika przez dżunglę w filmie przygodowym Stevena Spielberga Poszukiwacze zaginionej Arki (1981) u boku Harrisona Forda.
W swej karierze wcielał się doskonale w role Francuzów, Rosjan, Anglików, Kubańczyków czy Meksykanów – co było zasługą jego wychowania się w wielokulturowym otoczeniu. Był odtwórcą roli członka Opus Dei, biskupa Aringarosa w filmie Kod da Vinci. Jego dużą kreacją była też rola doktora Octopusa w Spider-Manie 2. W grudniu 2020 poinformowano, że powróci do tej roli w Spider-Man: Bez drogi do domu.

## Życie prywatne
W 1982, podczas prób do londyńskiego musicalu Destry Rides Again (Destry znowu w siodle) w Donmar Warehouse w Covent Garden poznał starszą o 15 lat brytyjską aktorkę i pisarkę Jill Gascoine, którą poślubił w marcu 1986 w London Borough of Tower Hamlets.

## Filmografia
- 2021: Spider-Man: Bez drogi do domu jako dr Otto Octavius / Doktor Octopus
- 2018: Vice jako kelner[6]
- 2016: Whiskey, Tango, Foxtrot jako Ali Massoud Sadiq
- 2014: Miasto odkupienia jako Doc
- 2013: Uniwersytet potworny jako profesor Knight (głos)
- 2011: Rango jako Roadkill (głos)
- 2010: Burza (The Tempest) jako Stephano
- 2010: Uczeń czarnoksiężnika (The Sorcerer’s Apprentice) jako Maxim Horvath
- 2010: Książę Persji: Piaski czasu (Prince of Persia: The Sands of Time) jako szejk Amar
- 2009: Różowa Pantera 2 (The Pink Panther 2) jako Pepperidge
- 2009: Była sobie dziewczyna (An Education) jako Jack
- 2009: Lokator (The Lodger) jako Chandler Manning
- 2008: Poe jako mąż („The Black Cat”)
- 2008: Nie ma jak święta (Nothing Like the Holidays) jako Edy Rodriguez
- 2007: W blasku gwiazd (The Moon and the Stars) jako Davide Rieti
- 2007: Mały zdrajca (The Little Traitor) jako Dunlop
- 2007: Jedwab (Silk)
- 2006: The Moon and the Stars jako Davide Rieti
- 2006: Blef (The Hoax) jako Dick Suskind
- 2006: Jak wam się podoba (As You Like It) jako Touchstone
- 2006: Kod Leonarda da Vinci (The Da Vinci Code) The) jako biskup Aringarosa
- 2005: Sian Ka’an jako Ka’an (głos)
- 2004: Spider-Man 2 jako dr Otto Octavius / Doktor Octopus
- 2004: Kroniki (Crónicas) jako Victor
- 2004: Where is the Mango Princess? jako Alan Forman
- 2003: Kawa i papierosy (Coffee and Cigarettes) jako Alfred
- 2003: Luter (Luther) jako Johann Tetzel
- 2003: Tożsamość (Identity) jako doktor Malick
- 2003: Moje nowe życie (My Life Without Me) jako ojciec
- 2002: Zakopana Betty (Plots with a View) jako Boris Plots
- 2002: Ape jako Mendez
- 2002: Frida jako Diego Rivera
- 2002: Bram i Alice (Bram and Alice) jako Bram
- 2001: Strażnicy Teksasu (Texas Rangers)
- 2001: Morderstwo w Orient Expressie (Murder on The Orient Express) jako Hercules Poirot
- 2000: Czekolada (Chocolat) jako Comte de Reynaud
- 1999: Dudley Doskonały (Dudley Do-Right) jako Snidely Whiplash
- 1999: Magnolia jako Solomon Solomon
- 1999: Zalotnik w akcji (Ladies Man) jako Jimmy Stiles
- 1998: Przyjęcie urodzinowe (The Treat) jako pułkownik
- 1998: Wybawcy: Ocalenie (Rescuers Stories of Courage – Two Couples) jako Emile Taquet
- 1998: Pete’s Meteor jako Hugh
- 1997: Boogie Nights jako Rahad Jackson
- 1997: Anna Karenina jako Levin
- 1997: Człowiek który wiedział za mało (The Man Who Knew Too Little) jako Boris Ivanovich
- 1997: Kolejny ruch (A Further Gesture) jako Tulio
- 1996: Wczoraj i dziś (Before and After) jako Panos Demeris
- 1996: Scorpion Spring jako Denis Brabant
- 1996: Mojave Moon jako Sal
- 1995: Kryjówka diabła (Hideaway) jako ojciec Jeremy’ego
- 1995: Truposz (Dead Man) jako Trading Post Missionary
- 1995: Gatunek (Species) jako dr Stephen Arden
- 1995: Rodzina Perezów (The Perez Family) jako Juan Raul Perez
- 1995: Nervous Energy jako Ira Moss
- 1994: Podchody (The Steal) jako Cliff
- 1994: Biały Kieł 2: Legenda o Białym Wilku (White Fang II: Myth of the White Wolf) jako Leland Drury
- 1994: Maverick jako Angel
- 1994: Requiem Apache jako Hanish
- 1994: Chłopiec okrętowy (Cabin Boy) jako nauczyciel w szkole
- 1993: When the Lies Run Out jako Ian Spiro
- 1993: Typhon's People jako Andreus
- 1993: A Year in Provence jako Tony Havers
- 1993: Proces (The Trial) jako Titorelli
- 1993: Tyophon`s People jako Andreus
- 1993: The Marshal jako Marshal Guarnaccia
- 1993: Kiedy świnie latają (When Pigs Fly) jako Marty
- 1992: Niezwykły kwiecień (Enchanted April) jako Mellersh Wilkins
- 1992: Proszę, zaufaj mi (Trust Me) jako Harry Greaves
- 1991: Hanckock jako Tony Hancock
- 1991: Amerykańscy przyjaciele (American Friends) jako Oliver Syme
- 1991: The Trials of Oz jako George Melly
- 1991: Tylko razem z córką (Not without my daughter) jako Moody
- 1990: Drowning in the Shallow End jako Włoch
- 1989–1992: serial El C.I.D. jako Bernard Blake
- 1989: Księgowy (The Accountant) jako Lionel Ellerman
- 1989: Revolutionary Witness jako Robert Sauveur
- 1989: Wirtuoz (Virtuoso) jako John Ogdon
- 1988: Manifesto jako Avanti
- 1987: Nadstaw uszu (Prick Up Your Ears) jako Kenneth Halliwell
- 1985: List do Breżniewa (The Letter to Brezhnew) jako Sergiej
- 1985: Numer jeden (Number One) jako Rogers
- 1985: Woda (Water) jako Pierre
- 1985: Eleni jako młody Christos
- 1985: Zaklęta w sokoła (Ladyhawke) jako Cezar
- 1984: Meantime jako John
- 1983: Reilly: The Ace of Spies jako strzelający do niemieckiego ambasadora
- 1981: Poszukiwacze zaginionej Arki (Raiders of the Lost Ark) jako Satipo
- 1978: Przegrani (The Losers)